# Physorhynchus brahuicus
Physorhynchus brahuicus är en korsblommig växtart som beskrevs av William Jackson Hooker. Physorhynchus brahuicus ingår i släktet Physorhynchus och familjen korsblommiga växter. Inga underarter finns listade i Catalogue of Life.